# Egerfarmos
Egerfarmos è un comune dell'Ungheria di 692 abitanti (dati 2001). È situato nella contea di Heves.